# Bahnstrecke Petrov nad Desnou–Kouty nad Desnou
| Kursbuchstrecke (SŽ): | 293                  |                                              |                                              |
| Streckenlänge: | 13,3 km              |                                              |                                              |
| Spurweite: | 1435 mm (Normalspur) |                                              |                                              |
| Stromsystem: | 3 kV =               |                                              |                                              |
| Streckengeschwindigkeit: | 70 km/h              |                                              |                                              |
| |                      |                                              |                                              |
| \| \| \| von Zábřeh na Moravě (vorm. MGB) \| \| \| \| 0,000 \| Petrov nad Desnou \| 360 m \| \| \| \| nach Sobotín (vorm. MGB) \| \| \| \| \| Rapotín zastávka \| \| \| \| 1,660 \| Rapotín früher Reitendorf \| Rapotín früher Reitendorf \| \| \| 3,760 \| Velké Losiny früher Bad Ullersdorf \| Velké Losiny früher Bad Ullersdorf \| \| \| \| Velké Losiny zastávka früher Groß Ullersdorf \| \| \| \| \| Loučná nad Desnou-Filipová \| \| \| \| \| Loučná nad Desnou früher Wiesenberg \| 490 m \| \| \| \| Loučná nad Desnou-Rejhotice früher Reutenhau \| \| \| \| 13,30 \| Kouty nad Desnou früher Winkelsdorf \| 550 m \| |                      |                                              |                                              |
| Strecke |                      | von Zábřeh na Moravě (vorm. MGB)             | von Zábřeh na Moravě (vorm. MGB)             |
| Bahnhof | 0,000                | Petrov nad Desnou                            | 360 m                                        |
| Abzweig geradeaus und nach rechts |                      | nach Sobotín (vorm. MGB)                     | nach Sobotín (vorm. MGB)                     |
| Haltepunkt / Haltestelle |                      | Rapotín zastávka                             | Rapotín zastávka                             |
| Haltepunkt / Haltestelle | 1,660                | Rapotín früher Reitendorf                    | Rapotín früher Reitendorf                    |
| Bahnhof | 3,760                | Velké Losiny früher Bad Ullersdorf           | Velké Losiny früher Bad Ullersdorf           |
| Haltepunkt / Haltestelle |                      | Velké Losiny zastávka früher Groß Ullersdorf | Velké Losiny zastávka früher Groß Ullersdorf |
| Haltepunkt / Haltestelle |                      | Loučná nad Desnou-Filipová                   | Loučná nad Desnou-Filipová                   |
| Haltepunkt / Haltestelle |                      | Loučná nad Desnou früher Wiesenberg          | 490 m                                        |
| Haltepunkt / Haltestelle |                      | Loučná nad Desnou-Rejhotice früher Reutenhau | Loučná nad Desnou-Rejhotice früher Reutenhau |
| Kopfbahnhof Streckenende | 13,30                | Kouty nad Desnou früher Winkelsdorf          | 550 m                                        |

Die Bahnstrecke Petrov nad Desnou–Kouty nad Desnou ist eine regionale Eisenbahnverbindung in Tschechien, die ursprünglich als landesgarantierte Lokalbahn Petersdorf–Winkelsdorf (tschechisch Místní dráha Petrovice–Kouty) erbaut und betrieben worden war. Sie zweigt in Petrov nad Desnou (Petersdorf) von der Bahnstrecke Zábřeh na Moravě–Sobotín ab und verläuft im Tal der Desná (Teß) nach Kouty nad Desnou (Winkelsdorf).
Nach einem Erlass der tschechischen Regierung ist die Strecke seit dem 20. Dezember 1995 als regionale Bahn („regionální dráha“) klassifiziert.

## Geschichte
Am 29. Juli 1903 wurde „dem k.k. Statthaltereirathe i.R. Julius Boehse in Klein-Mohrau im Vereine mit dem Großindustriellen Ignaz Seidl in Mährisch Schönberg und dem Großindustriellen Friedrich Schiller in Groß-Ullersdorf die erbetene Concession zum Baue und Betriebe einer als normalspurige Localbahn auszuführenden Locomotiveisenbahn von der Station Petersdorf-Ullerdorf der k.k. Staatsbahnlinie Hohenstadt–Zöptau nach Winkelsdorf“ erteilt. Teil der Konzession war die Verpflichtung, den Bau der Strecke sofort zu beginnen und binnen zwei Jahren fertigzustellen. Das Aktienkapital der Gesellschaft betrug insgesamt 800.000 Kronen. Die Gesellschaft hatte ihren Sitz in Mährisch Schönberg. Am 12. November 1904 wurde die Strecke eröffnet.
Den Betrieb führten die k.k. Staatsbahnen (kkStB) für Rechnung der Lokalbahn Petersdorf–Winkelsdorf aus. Im Jahr 1912 wies der Fahrplan der Lokalbahn drei täglich verkehrende gemischte Zugpaare 2. und 3. Klasse aus. Während der Touristensaison im Sommer kamen Sonn- und feiertags weitere Züge hinzu, die als reine Personenzüge verkehrten. Die Züge benötigten für die 13 Kilometer lange Strecke zwischen 50 und 62 Minuten.
Nach dem Ersten Weltkrieg übernahmen die neugegründeten Tschechoslowakischen Staatsbahnen (ČSD) die Betriebsführung von den kkStB. Im Jahr 1936 ging die Lokalbahn Petersdorf–Winkelsdorf nach Übernahme aller Aktienanteile ins Eigentum der ČSD über.
Der Einsatz moderner Motorzüge ermöglichte in den 1930er Jahren sowohl eine Verdichtung des Fahrplanes als auch eine signifikante Fahrzeitverkürzung auf nur noch 35 bis 40 Minuten bergwärts. Der Winterfahrplan von 1937/38 verzeichnete sieben Personenzugpaare 3. Klasse, von denen sechs als Motorzug verkehrten. Ein Teil der Reisezüge war von und nach Mährisch Schönberg und Hohenstadt durchgebunden.
Nach der Angliederung des Sudetenlandes an Deutschland im Herbst 1938 kam die Strecke zur Deutschen Reichsbahn, Reichsbahndirektion Breslau. Im Reichskursbuch war die Verbindung nun als KBS 154q Petersdorf–Winkelsdorf enthalten. Damit einher ging die endgültige Verstaatlichung und Auflösung der Lokalbahn Peterdorf–Winkelsdorf. Das Gesetz vom 2. August 1940 „betreffend die Übernahme von Eisenbahnen im Reichsgau Sudetenland und in den in die Reichsgaue Oberdonau und Niederdonau eingegliederten Teilen der sudendeutschen Gebiete auf das Reich“ regelte u. a. die Verstaatlichung von neun Lokalbahnen mit einer Gesamtlänge von 169,77 km, an denen der tschechoslowakische Staat bereits die Mehrheit der Aktienanteile besessen hatte.
Nach dem Ende des Zweiten Weltkrieges im Mai 1945 kam die Strecke wieder zu den ČSD.

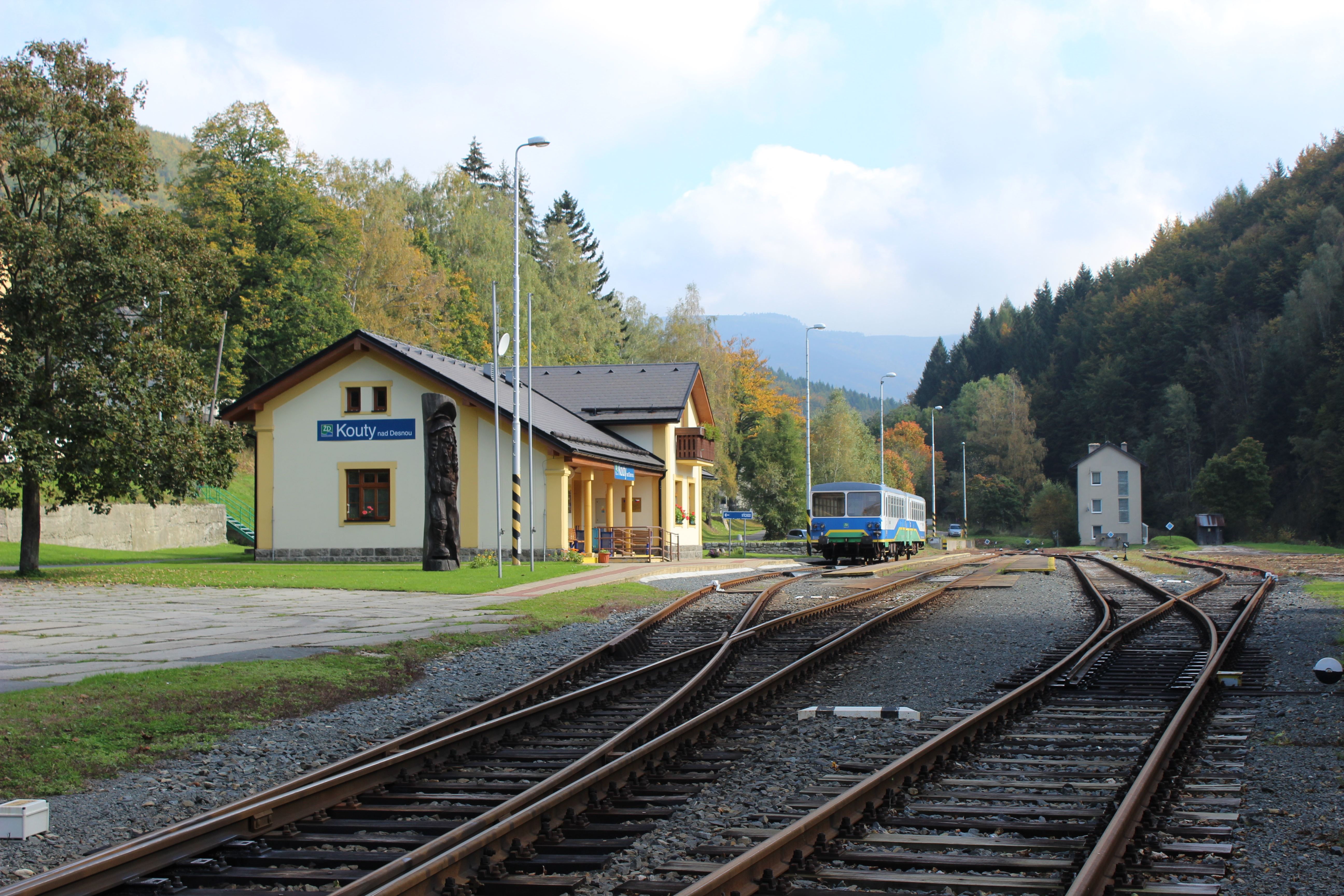
Bahnhof Kouty nad Desnou (2010)

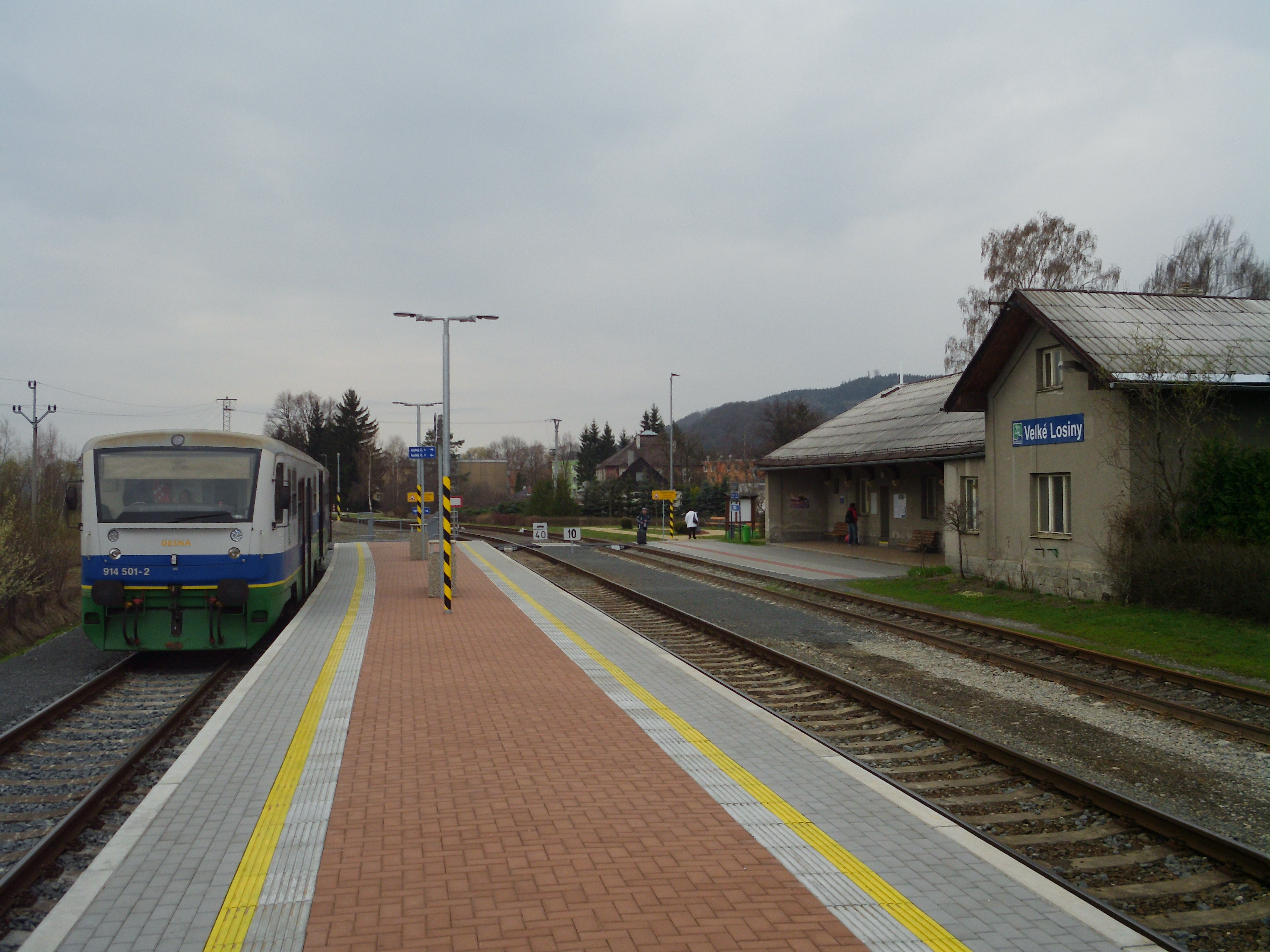
Bahnhof Velké Losiny (2012)

Am 1. Januar 1993 ging die Strecke im Zuge der Auflösung der Tschechoslowakei an die neu gegründete tschechische Staatsbahnorganisation České dráhy (ČD) über.
Am 7. Juli 1997 wurde die Strecke bei einem Hochwasser stark zerstört. Dieses Ereignis fiel in eine Zeit, als es in Tschechien ernsthafte Bestrebungen zur Reduzierung des Nebenstreckennetzes gab. In dieser Situation gründete sich am 16. Oktober 1997 auf Initiative des Bürgermeisters der Gemeinde Rapotín ein Gemeindeverband (Svazek obcí údolí Desné), der die Strecke zum 1. Mai 1998 übernahm. Am 1. Dezember 1998 ging sie unter dem Markennamen „Železnice Desná“ wieder in Betrieb. Die Betriebsführung übernahm zunächst die Firma Stavební obnova železnic, seit dem 1. Oktober 2002 ist Connex Morava (heute Arriva Morava) beauftragtes Eisenbahnverkehrsunternehmen im Personenverkehr. Der Güterverkehr wird seit 1. Mai 2005 wieder von der ČD (heute: ČD Cargo) abgewickelt.
Im Jahr 2013 gab der Gemeindeverband Svazek obcí údolí Desné die Elektrifizierung der Strecke bekannt. Die Arbeiten begannen am 18. Juni 2015 und waren bis November 2015 abgeschlossen. Neben dem Aufbau der Fahrleitung wurde auch die Strecke umfassend modernisiert. Alle Bahnhöfe und Haltepunkte erhielten neue, barrierefrei zugängliche Bahnsteige mit einer Nutzlänge von 90 Metern. Ab Dezember 2015 sollten nach den ursprünglichen Planungen die bisher in Šumperk endenden Reisezüge von Olomouc bis Kouty nad Desnou durchgebunden werden. Bis Dezember 2016 verkehren übergangsweise lokomotivbespannte Züge, daneben fahren weiterhin Dieseltriebwagen.

## Fahrzeugeinsatz
Die betriebsführende kkStB erwarb für Rechnung der Lokalbahn Petersdorf–Winkelsdorf zwei Lokomotiven der kkStB-Reihe 97. Sie besaßen die Betriebsnummern 97.233 und 97.234.
Arriva wickelte den Reiseverkehr bis zur Elektrifizierung mit Triebwagen der Baureihen 810 und 814 ab. Im Jahr 2016 fuhren die meisten Reisezüge mit einer von Regiojet angemieteten Lokomotive der ČD-Baureihe 162 und ehemaligen deutschen Interregio-Wagen der Bauart Bimdz.
Seit Dezember 2016 werden elektrische Triebzüge der ČD-Baureihe 640 eingesetzt.